# Krzysztof Rymszewicz
Krzysztof Rymszewicz (ur. 9 lutego 1987 w Wałczu) – aktor i wokalista związany z Teatrem Studio Buffo w Warszawie.

## Życiorys
Pochodzi z Człopy koło Wałcza. Śpiewu uczył się u Henryka Kłosińskiego, a następnie doskonalił u Marii Gęsickiej w Młodzieżowym Domu Kultury w Trzciance.
Swoją współpracę z Januszem Józefowiczem rozpoczął od musicalu Romeo i Julia, w którym debiutował w 2004 roku tytułową rolą Romea w Hali Widowiskowej Torwar. W lutym 2006 spektakl przeniesiono na deski Teatru Buffo. Do czerwca 2015 roku  Krzysztof brał udział we wszystkich spektaklach wystawianych przez Studio Buffo. Po zakończeniu sezonu 2014/2015 przerwał współpracę z Teatrem.
W 2014 r. wystąpił w V edycji programu The Voice of Poland; podczas przesłuchań w ciemno wykonał piosenkę "Don't dream it's over" i trafił do drużyny Edyty Górniak.
Związany jest z Moniką Ambroziak, z którą ma córkę Zosię (ur. 9 lipca 2008).

## Dyskografia

### Płyty
- płyta CD z muzyką do musicalu Romeo i Julia
- płyta karaoke z musicalu Romeo i Julia

### Single
- Twych Oczu Blask
- Świetlista Noc
- Przebacz Mi

## Teatr TV
- Musical Romeo i Julia - tytułowa rola Romeo
- Piosenki śpiewane w musicalu Romeo i Julia oraz podczas programu Przebojowa Noc i Złota Sobota

1. Uptown Girl
2. Diana
3. Wiem, że nie wrócisz
4. Twych oczu blask
5. Przebacz mi
6. Świetlista noc
7. Sugar baby love
8. I Want It That A Way
9. Sugar
10. Guajira Guantanamera
11. Big Girls don't Cry
12. Cry Just A Little Bit
13. YMCA
14. Aux Champs Elysees

## Pozostałe Programy TV
- The Voice of Poland 2014
- Sylwester z TVP1 2007/2008
- Rewia sylwestrowa 2005/ 2006
- Gwiazdka z Hugo TV Polsat 2001

## Nagrody
- I miejsce na II Międzynarodowym Festiwalu Piosenki Włoskiej "La Scarpa Italiana" w Wyrzysku 2003
- I miejsce w regionalnym przeglądzie Talentów wokalnych w Wieleniu 2003
- GRAND PRIX w Ogólnopolskim Festiwalu Młodych talentów i Piosenki Ekologicznej Stargard Szczeciński 2004
- III miejsce na XII Ogólnopolskim Festiwalu Piosenki Dziecięcej i Młodzieżowej Chodzież 2004 (kategoria 16-20 lat)
- III miejsce na I Festiwalu Piosenki Niemieckiej powiatu czarnkowsko-trzcianeckiego "Die Gedanken sind frei" 2004
- Medal Konkursu za udział w Ogólnopolskim Konkursie "Śpiewamy kolędy"
- Brązowy Medal za udział w Ogólnopolskim Festiwalu Wakacyjnej Piosenki,Towarzystwo Śpiewacze im Karola Szymanowskiego w Łodzi 1998
- Pierwsza Nagroda w konkursie "Śpiewać każdy może" Piła 2000
- Pierwsza Nagroda w konkursie "Śpiewać każdy może" Piła 2001